# Vinopolis

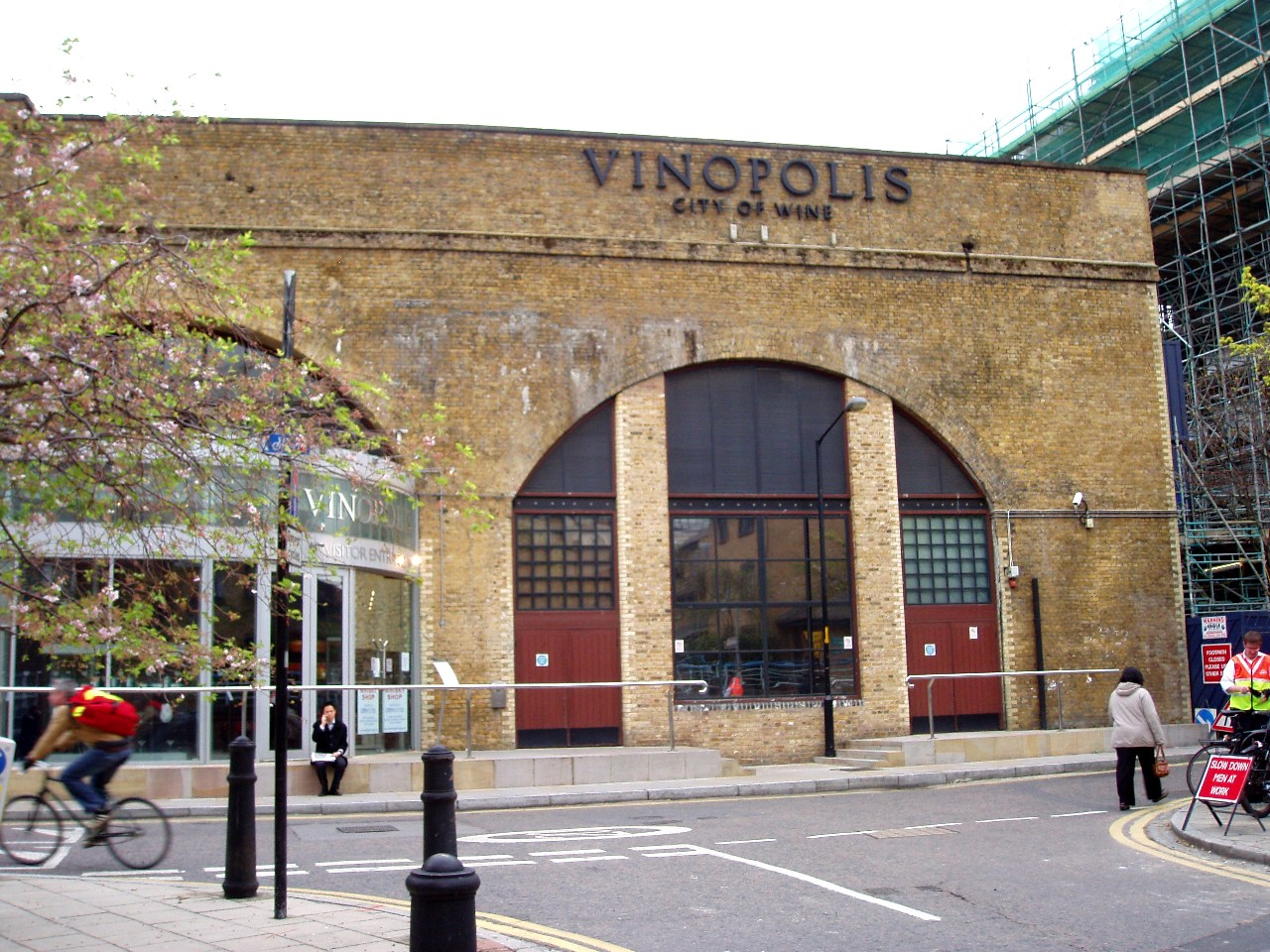
Vinopolis vu de Park Street

Vinopolis était une attraction touristique de Londres présentant des expositions ayant pour thèmes le vin et l'œnologie. Les dix hectares que couvre ce site étaient consacrés à l'univers du vin à travers son histoire, son développement et sa dégustation. Le lieu est fermé depuis la fin de l'année 2015. 

## Situation
Vinopolis est situé à Bankside, à l'est de Southwark Bridge et à proximité de London Bridge sur le côté sud de la Tamise. Il possède un restaurant, la Cantina Vinopolis, et une boutique la Lathwaites Wine Store qui vend du vin. 

## Histoire
Vinopolis a été créé par Duncan Vaughan-Arbuckle, un négociant en vins, à la demande de sa clientèle œnophile. Il a choisi un emplacement sous les arches d'un viaduc de chemin de fer de Victoria, construit en 1866 par la Société des chemins de fer du Sud-Est lorsqu'elle voulu réaliser une ligne de prolongement du Pont de Londres sur la rive nord de la Tamise.
Ouvert le 23 juillet 1999, le site proposait une excursion guidée de quatre heures d'expositions statiques avec dégustations de vin. Les thèmes de la visite ont évolué au fil des ans et aujourd'hui sont proposés une découverte des vins jointe à celle des métiers de la vigne et du vin. De plus s'est ajouté un magasin de détail, le Carrefour du Whisky, qui offre à la vente une gamme de plusieurs centaines de bouteilles de whisky et autres spiritueux.
En juillet 2008, s'est ouvert au public une nouvelle thématique sur le rhum des Caraïbes, qui transporte les visiteurs dans un voyage à travers le processus de production et leur permet de goûter à une sélection variée des meilleurs rhums des Caraïbes.
Vinopolis ferme ses portes après la journée du 20 décembre 2015. La fermeture, annoncée début 2015, vient après le rachat des murs par une société de développement de centres commerciaux.